# Cryoconservation de sperme
La cryoconservation de sperme (ou congélation de sperme) est une technique qui permet de conserver les spermatozoïdes ainsi que leur pouvoir fécondant pour une durée indéfinie. Les échantillons sont conservés au sein d’une banque de sperme et peuvent être utilisés par la suite dans le cadre de procédures d’assistance médicale à la procréation, de préservation de la fertilité, de don de gamètes, ou encore de recherche scientifique. Cette procédure, encadrée notamment par les lois de bioéthique en France, est utilisée avec succès depuis de nombreuses années.

## Histoire de la cryoconservation de sperme
La première trace de cryoconservation de sperme remonte à plus de deux siècles, à la suite des expériences de Lazzaro Spallanzani en 1776 avec de la neige. Il constate que les spermatozoïdes s’immobilisent après une exposition à de basses températures, puis se réaniment après réchauffement. En 1886, Paolo Mantegazza a été le premier à envisager la création de banques de sperme humain congelé.
Bien plus tard, en 1949, Christopher Polge (en) découvre l’action cryoprotectrice du glycérol. Cette avancée entraîne une nette amélioration des techniques de cryoconservation du sperme. Depuis, de nombreuses inséminations artificielles à partir de spermatozoïdes cryoconservés ont été effectuées avec succès chez différentes espèces : en 1951 pour la vache, 1957 pour le porc et le cheval, et 1967 pour le mouton.
La technique de congélation des spermatozoïdes humains, mise au point par Jerome Kalman Sherman en 1953, conduit peu après à la première grossesse humaine réussie. Cette découverte va permettre le développement de centres de congélation et de conservation de sperme, appelés « banques de sperme », à partir des années 1970 aux États-Unis. En France, la première association apparaît en 1973, avec la création des Centres d’Études et de Conservation des Œufs et du Sperme humain (CECOS) par Georges David à l’hôpital Bicêtre au Kremlin-Bicêtre en banlieue parisienne.

## Congélation

### Principe
Avant toute congélation, le sperme est analysé après avoir été collecté par éjaculation du donneur. Le volume, la concentration, la mobilité ainsi que la viabilité des spermatozoïdes sont contrôlés.
Dans l’heure suivant le prélèvement, le sperme est introduit dans un milieu cryoprotecteur avant d’être conditionné en paillettes. Ces paillettes sont identifiées avec le nom, le prénom et la date de naissance du donneur et leur nombre varie selon la qualité du sperme récolté.
La congélation des paillettes se fait en les introduisant dans de la vapeur d’azote à −80 °C pendant une dizaine de minutes. La conservation se fait ensuite dans de l’azote liquide à −196 °C en attendant l’utilisation du sperme. Une fois congelé, le sperme peut être conditionné pendant plus de 20 ans sans altération du pouvoir fécondant. Le processus congélation/décongélation peut tout de même entraîner une diminution de la mobilité des spermatozoïdes.

### Milieu cryoprotecteur
La semence humaine est mélangée à un milieu cryoprotecteur avant d’être conditionnée en paillettes. Le cryoprotecteur le plus communément utilisé est le glycérol (entre 6 et 8% du volume total contenant l'échantillon), un cryoprotecteur pénétrant qui a pour rôle d’éviter la formation de cristaux à l’intérieur des spermatozoïdes. En effet, il provoque une déshydratation intracellulaire quasi-totale avant l'immersion dans l'azote liquide et forme des liaisons hydrogène avec l’eau restante, ce qui permet ainsi d'empêcher au maximum les dommages liés à la congélation.
À ce cryoprotecteur, un dilueur à composition variable est ajouté. Le dilueur à plusieurs rôles: nutritif (fructose, glucose), osmotique (NaCl, KCl), tampon (Tris) et enfin protecteur (antibiotiques).
Ce milieu protecteur sera généralement complété avec du jaune d’œuf ou de la lécithine de soja. Il n’y a pas de différence statistiquement significative entre les deux en ce qui concerne la motilité, la morphologie ou l’intégrité de l’ADN après décongélation.

## Décongélation
Le processus de décongélation des spermatozoïdes est un enjeu important. En effet, la cryoconservation a pour but de conserver des spermatozoïdes dans le but de les utiliser ultérieurement. Lorsque le moment est arrivé de les utiliser, ceux-ci doivent subir le processus de décongélation. Le sperme de chaque individu réagit de manière différente à la congélation et à la décongélation.
Cependant, de manière générale, le processus de décongélation peut avoir plusieurs conséquences sur les spermatozoïdes. Ils peuvent subir différentes sortes de stress dues à des changements osmotiques, une déshydratation ou encore une formation de cristaux de glace. Ces stress se produisent à des températures entre -15 et −60 °C. Lorsque le sperme est décongelé trop rapidement, les cellules vont être déshydratées et vont gonfler. Si la décongélation est trop lente, les cristaux intracellulaires peuvent augmenter de volume et donc endommager mécaniquement la cellule. Cependant, il est tout de même nécessaire que la décongélation soit effectuée assez rapidement, généralement à l’aide d’un bain-marie.
Des cryoprotecteurs peuvent être utilisés pour protéger les spermatozoïdes lors du processus de congélation/décongélation et permettent d’optimiser leur récupération lors de la décongélation.
Lors de sa congélation, le sperme se trouve sous forme de paillettes. Le processus de décongélation de sperme porcin sous forme de paillettes médium se fait par immersion dans un bain-marie à 55 °C pendant 12 secondes puis à 38 °C dans un autre récipient. Pour les paillettes fines de porcins, le processus de décongélation est facilité car celles-ci permettent une décongélation tout aussi rapide dans un bain-marie à 38 °C pendant un temps indéterminé sans risque.

## Recongélation
Afin d’éviter la fragmentation de l’ADN des spermatozoïdes, trois cycles de congélation et décongélation peuvent être pratiqués au maximum. Ce nombre de cycles ne présente pas de risque important pour l’intégrité de l’ADN par rapport à un cycle de congélation/décongélation.
À ceci s’appliquent plusieurs conditions. L’échantillon de sperme doit être recongelé dans son milieu cryoprotecteur d’origine. Ensuite, il ne doit pas subir de lavage ou d’autres types d’altération entre deux cycles de congélation. Enfin, l’échantillon doit être purifié par centrifugation analytique en utilisant un gradient de densité ou par lavage des spermatozoïdes avant son utilisation pour tout acte de procréation assistée.
Cette technique permet donc de réutiliser le sperme congelé pour plusieurs inséminations artificielles par exemple.

## Effet sur la qualité
Lorsque le sperme est congelé, il dispose généralement d'une longue durée de conservation sans avoir aucune altération du pouvoir fécondant. Cependant, la tolérance lors de la congélation/décongélation est non prévisible et dépend de chaque individu.
Il est possible que la cryoconservation provoque diverses altérations des spermatozoïdes au niveau membranaire ainsi qu'au niveau nucléaire. Cela entraîne des dégâts cellulaires provenant de multiples origines telles que la biochimie, la mécanique ou encore la génétique. Des preuves ont montré qu'après la cryoconservation, l'ADN contenu dans le sperme présente une augmentation des cassures simple brin, du nombre de fragmentation mais aussi de la condensation de la chromatine. Ces dégradations peuvent éventuellement augmenter le risque de mutations de l’ADN pour la descendance. De plus, le processus de congélation/décongélation peut modifier la mobilité des spermatozoïdes et la qualité de l’ADN à cause de l’apparition d’un état de stress oxydant et aussi probablement par l’induction de l’apoptose.
En revanche, certaines études n’ont démontré aucune augmentation des anomalies congénitales ou chromosomiques chez les individus conçus à partir de spermatozoïdes cryoconservés par rapport à une fécondation naturelle.
De même, pendant la congélation, ces changements apparaissent à la suite de plusieurs facteurs ayant des conséquences sur la structure biologique du spermatozoïde. Ces facteurs peuvent être physiques (variations de pression osmotique et hydrostatique, force mécanique et tension électrique des cristaux de glace), ou chimiques (redistribution des composants ioniques, variations de pH, transition de phase des biopolymères, oxydoréduction, effets des cryoprotecteurs, radicaux libres). Ces principaux dommages sont liés au froid, à la présence de glace, à la déshydratation (pression osmotique), et à la toxicité des cryoprotecteurs.
Une observation étudiant 15 hommes pour cause d’infertilité de couple a montré que la cryoconservation avait induit une chute significative de la mobilité et de la vitalité des spermatozoïdes mais aussi une élévation du taux de fragmentation et d’oxydation de l’ADN spermatique. Dans cette étude, ces spermes ont été recueillis par masturbation après un délai de 3 à 5 jours d’abstinence. L’analyse des paramètres spermatiques a été réalisée avant la congélation : mobilité, vitalité, numération des spermatozoïdes, morphologie, etc.
Ainsi, afin de connaître la qualité des paillettes conservées pour chaque congélation, une paillette devra être décongelée pour évaluer la qualité du sperme après le processus de congélation/décongélation.

## Aspects juridiques en France

### Conditions d'accès
Les lois de bioéthique de 2004 et 2011 permettaient aux hommes d’avoir recours à la congélation de sperme uniquement pour des raisons médicales : en cas de fécondation in vitro (pour les couples engagés dans une démarche d’assistance médicale à la procréation), en cas de vasectomie volontaire, ou encore en cas de traitements médicaux et/ou interventions chirurgicales néfastes pour la fertilité.
En effet, les traitements contre certains cancers, notamment les procédures de chimiothérapie et de radiothérapie, sont toxiques pour la fertilité. Ils peuvent altérer la production et/ou la qualité des spermatozoïdes. La congélation de sperme est donc systématiquement proposée par le corps médical aux patients concernés. Certaines interventions chirurgicales au niveau des parties génitales (prostate, col de la vessie, ganglions) peuvent également altérer la fertilité.
La majorité des conservations de spermatozoïdes se font avant le traitement du cancer du testicule, du lymphome malin Hodgkinien ou non Hodgkinien et des tumeurs solides. La congélation de sperme est également utilisée dans le cadre des procédures de don de sperme.
Avec la nouvelle loi de bioéthique promulguée le 2 août 2021 et publiée au Journal officiel le 3 août 2021, les hommes peuvent désormais autoconserver leurs gamètes, en dehors de toute raison médicale. Cette autoconservation est possible pour les hommes âgés de 29 à 45 ans selon le décret paru le 28 septembre 2021.

### Devenir des échantillons
Les échantillons de sperme sont conservés dans des établissements de santé, et chaque année, l’établissement contacte les patients afin de savoir ce qu’ils souhaitent faire de leurs échantillons. Un consentement signé est en effet nécessaire et ce, quelle que soit la décision prise par les patients. Ces derniers peuvent continuer la conservation, ou alors faire détruire leurs échantillons. Ils peuvent également les utiliser en vue d’une procédure d’Assistance médicale à la procréation (AMP), en faire don à des couples en attente d’un don de gamètes, ou encore en faire don à la recherche scientifique.
En cas de décès d’un patient, les échantillons sont automatiquement détruits par l’établissement de santé qui les conservait.

### Prise en charge et remboursement
Les frais engendrés par le prélèvement des spermatozoïdes sont pris en charge par la Sécurité sociale en France. Toutefois, ce n’est pas le cas des frais de conservation des échantillons, qui sont à la charge des patients.